# Ammasso di galassie

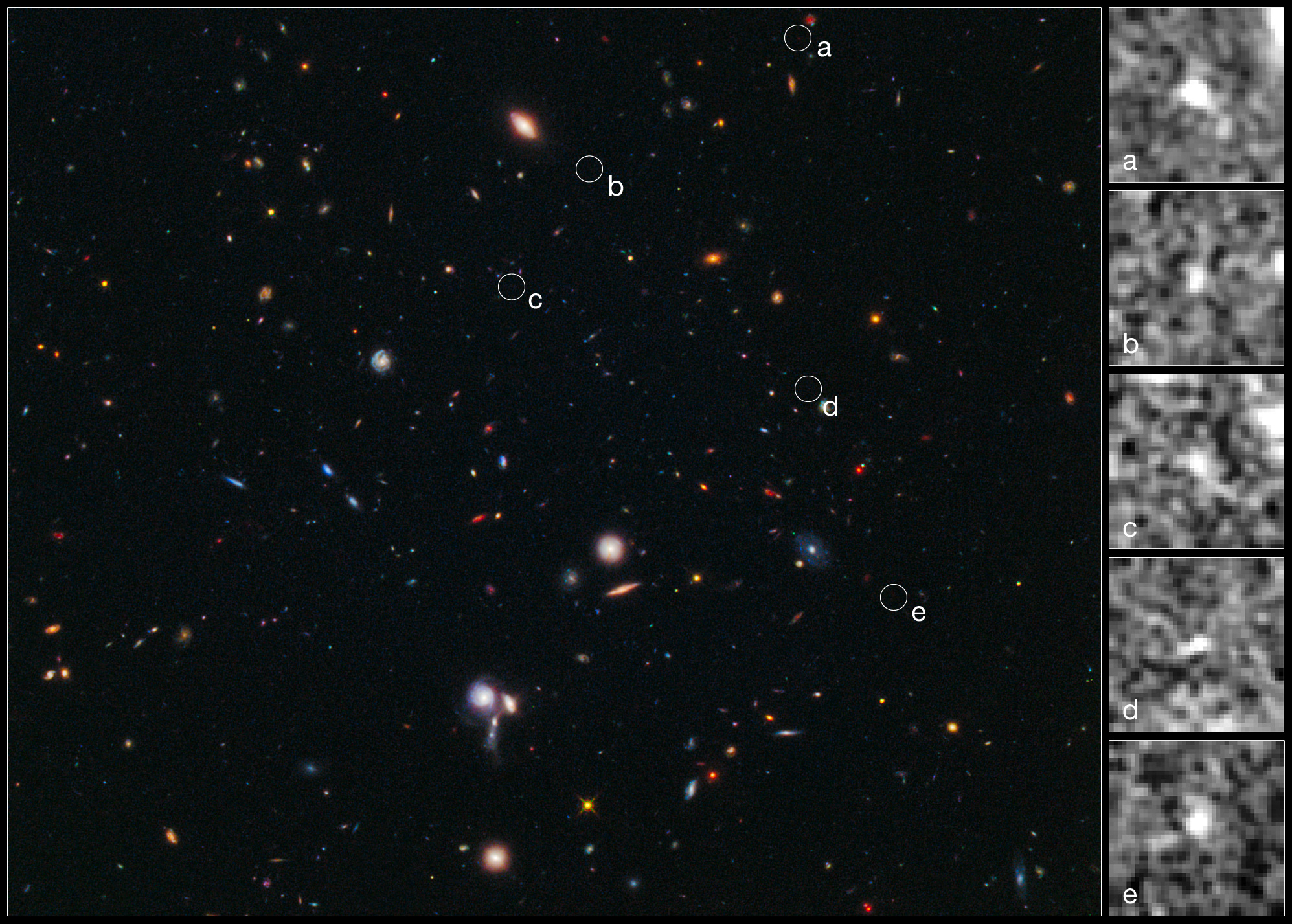
Immagine composita di cinque galassie ammassate insieme dopo solo 600 milioni di anni dalla nascita dell'universo

Un ammasso di galassie è una struttura di centinaia o migliaia di galassie tenute insieme dalla gravità. Le masse sono intorno alle 1014–1015 masse solari. Sono state considerate le strutture più grandi tenute insieme dalla gravità nell'universo conosciuto fino agli anni '80, quando furono scoperti i superammassi. Una delle caratteristiche principali degli ammassi è il mezzo intra-ammasso (in inglese intracluster medium, da cui ICM). L'ICM consiste di gas caldo intergalattico e ha un picco di temperatura tra 2 e 15 keV, che dipende dalla massa totale dell'ammasso.
Gli ammassi di galassie non vanno confusi con gli ammassi stellari, come gli ammassi aperti, che sono strutture di stelle all'interno delle galassie, o con gli ammassi globulari, che tipicamente orbitano le galassie. Piccoli aggregati di galassie vengono chiamati gruppi di galassie piuttosto che ammassi. A loro volta i Gruppi e ammassi di galassie possono raggrupparsi assieme per formare superammassi.
Tra gli ammassi di galassie più noti nell'universo vicino annoveriamo l'ammasso della Vergine, l'ammasso della Fornace, l'ammasso di Ercole, e l'ammasso della Chioma. Un aggregato di galassie molto grande conosciuto come il Grande Attrattore, dominato dall'ammasso del Regolo, è sufficientemente massivo da influenzare localmente l'espansione dell'universo. Tra gli ammassi nell'universo distante, fortemente spostato verso il rosso, annoveriamo SPT-CL J0546-5345 e SPT-CL J2106-5844, gli ammassi più massivi trovati nell'universo iniziale. Negli ultimi decenni, si è scoperto che sono siti rilevanti per l'accelerazione di particelle, una caratteristica che è stata scoperta osservando emissioni radio diffuse non termiche. Usando il Chandra X-ray Observatory, in molti ammassi di galassie sono state trovate strutture come fronti freddi e onde d'urto.

## Proprietà di base

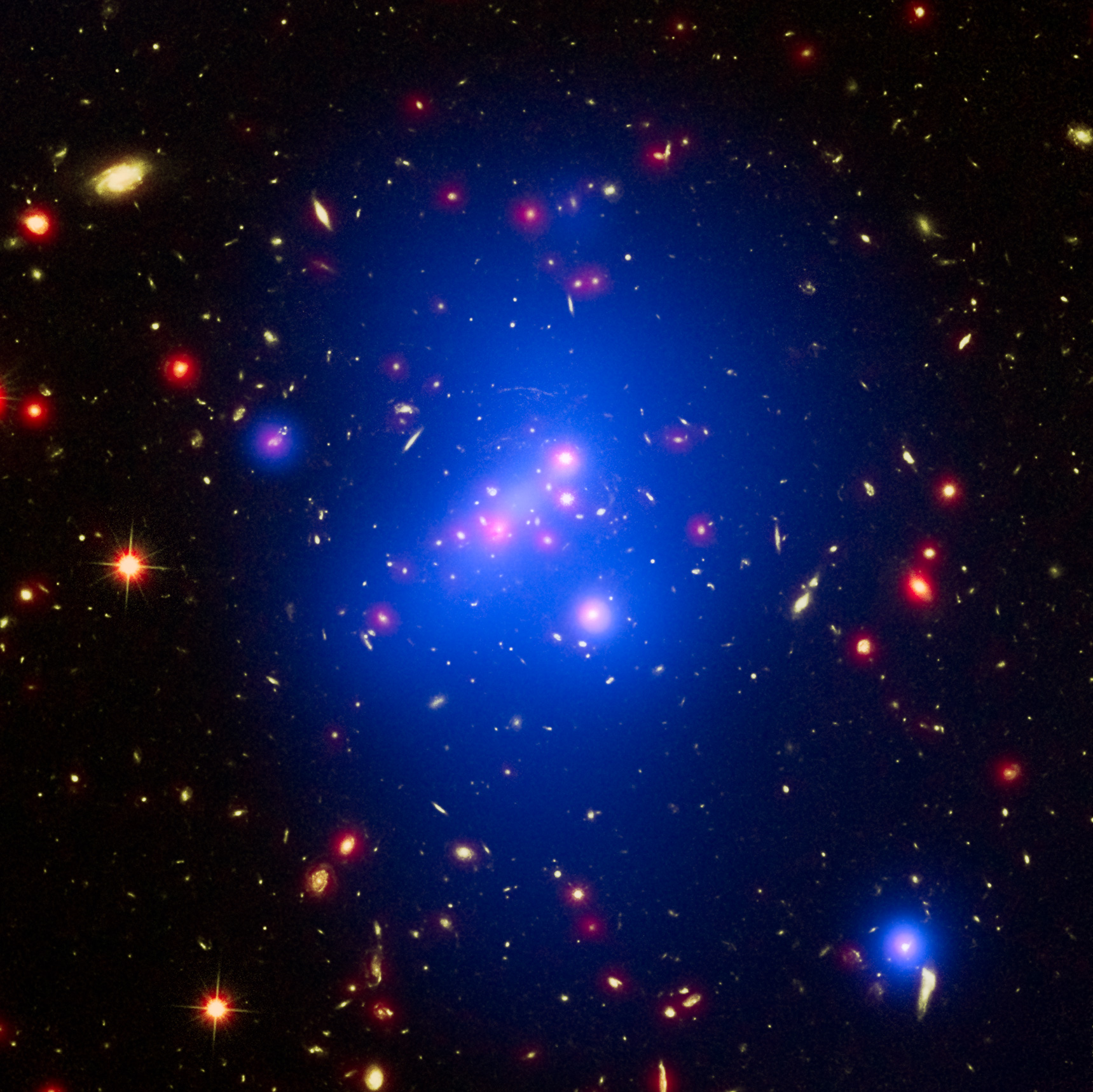
Ammasso di galassie IDCS J1426, che si trova a 10 miliardi di anni luce dalla Terra e ha massa circa pari a 500 bilioni di soli.

Tipicamente gli ammassi di galassie hanno le seguenti proprietà:
- Contengono da 100 a 1000 galassie, gas caldo che emette raggi X e grandi quantità di materia oscura.[4]
- La distribuzione di questi componenti è approssimativamente la stessa nell'ammasso.
- Hanno una massa totale di 1014 fino a 1015 masse solari.
- Tipicamente hanno un diametro da 2 a 10 Mpc.
- La velocità di una galassia rispetto al centro di massa dell'ammasso varia in genera da 500 a 1000 km/s.

## Classificazione
Gli ammassi di galassie sono classificati secondo diverse proprietà fisiche: il numero di galassie presenti nel sistema, la morfologia complessiva, la temperatura del gas caldo (ICM) o la massa totale. 

## Lista (parziale)
| Ammasso                | Note                                                                                               |
| ---------------------- | -------------------------------------------------------------------------------------------------- |
| Ammasso della Vergine  | L'ammasso di galassie massivo più vicino                                                           |
| Laniakea               | L'ammasso di cui si ritiene faccia parte la Via Lattea.                                            |
| Ammasso del Regolo     | L'ammasso nel cuore del Grande Attrattore                                                          |
| Ammasso del Proiettile | Un'unione di due ammassi con la prima separazione osservata tra materia oscura e materia ordinaria |

## Galleria d'immagini

### Immagini

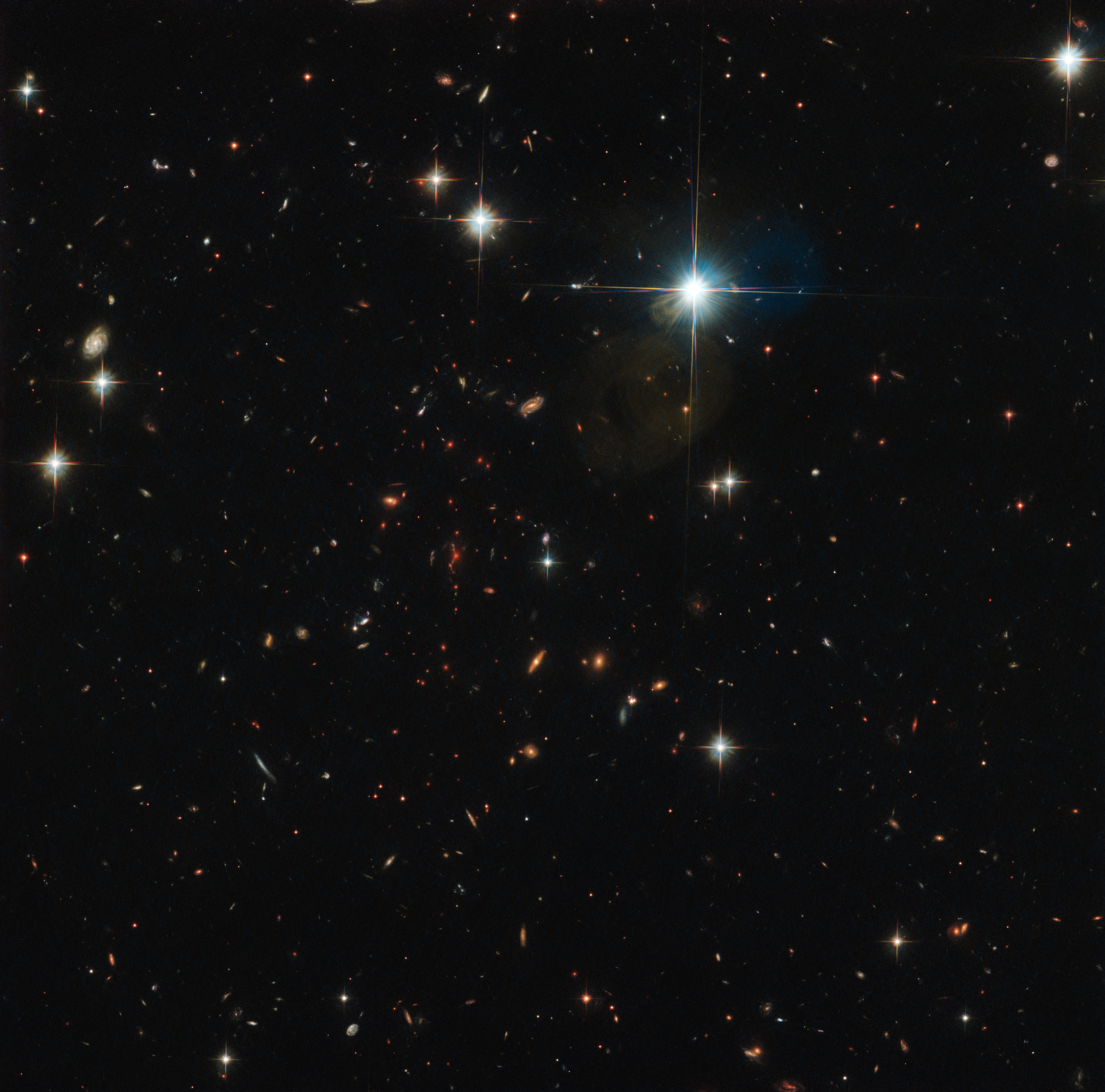
Ammasso SPT-CL J0615-5746.
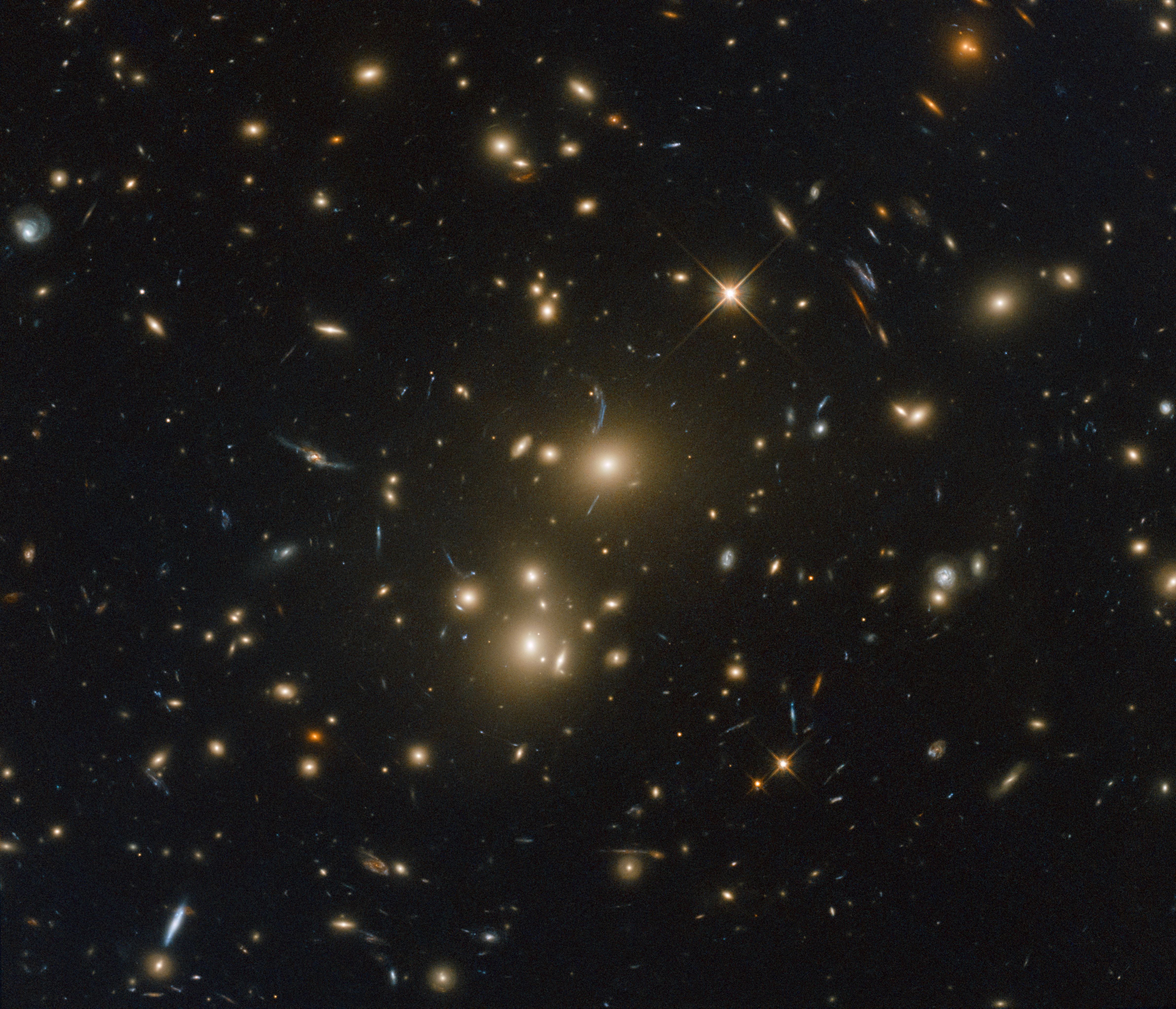
Ammasso RXC J0232.2-4420.
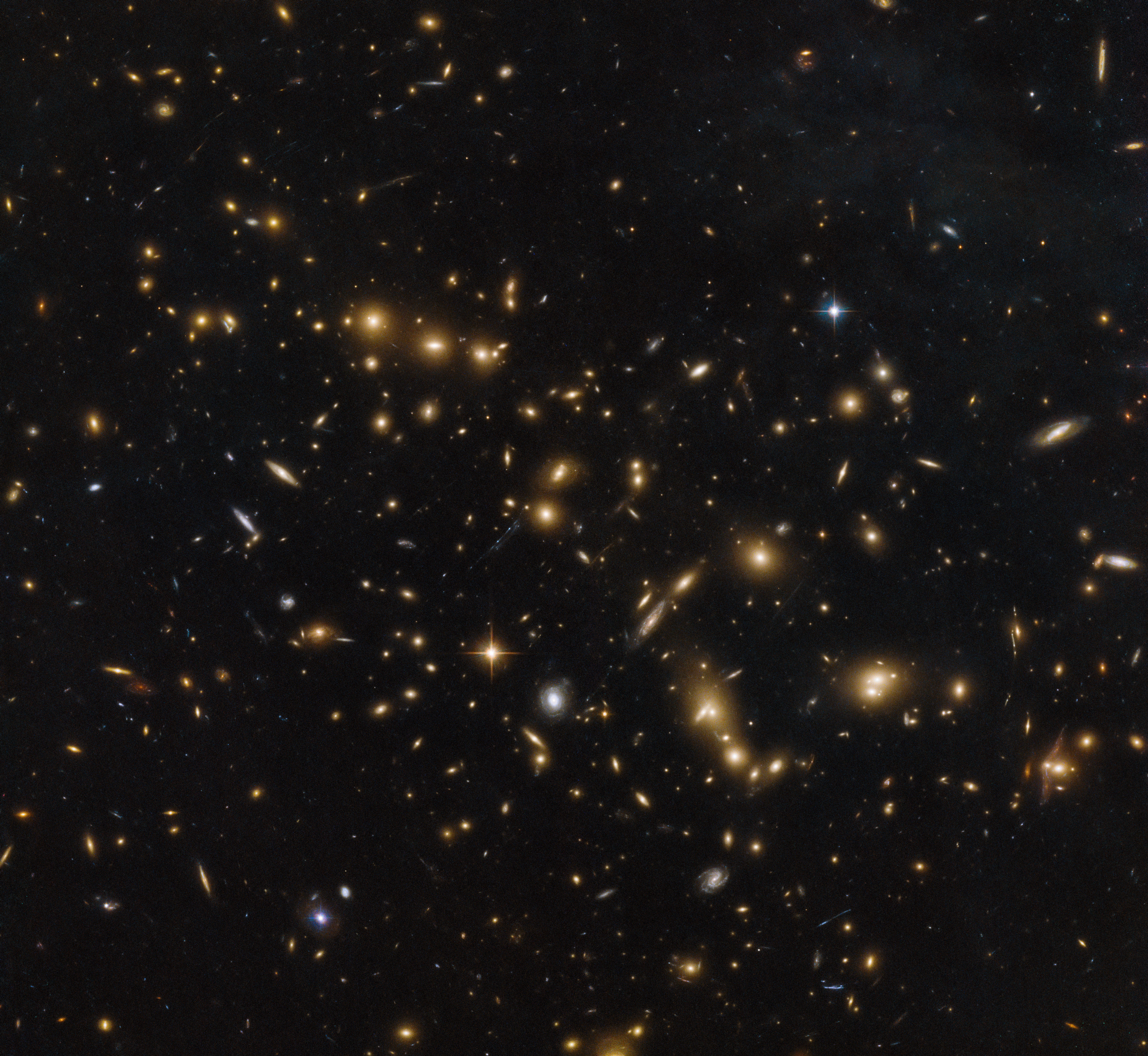
Ammasso RXC J0032.1+1808, parte del programma RELICS.
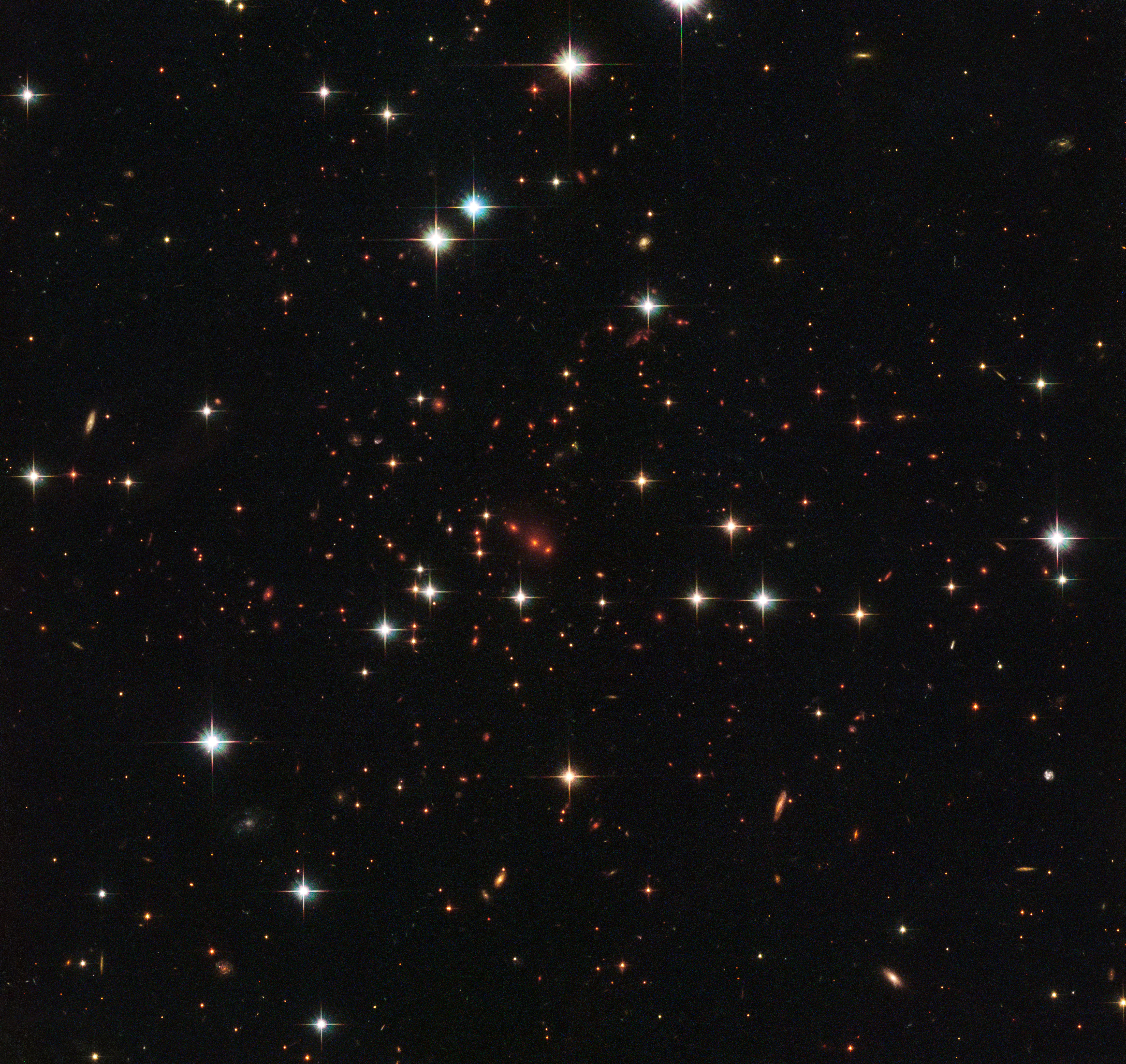
Ammasso massivo PSZ2 G138.61-10.84 distante circa sei miliardi di anni luce.
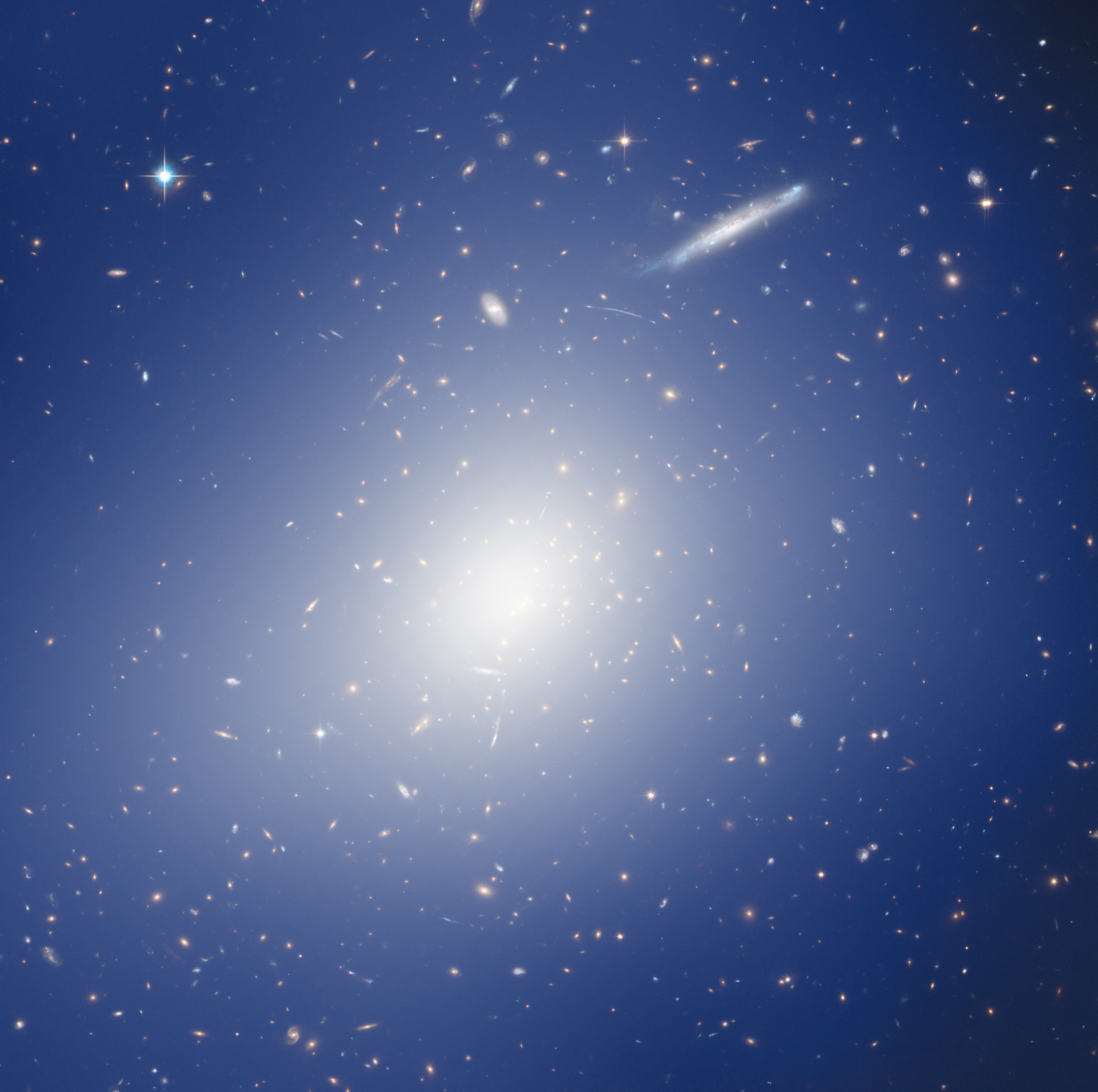
HAWK-I e Hubble esplorano l'ammasso RCS2 J2327 con la massa di due bilioni di Soli.
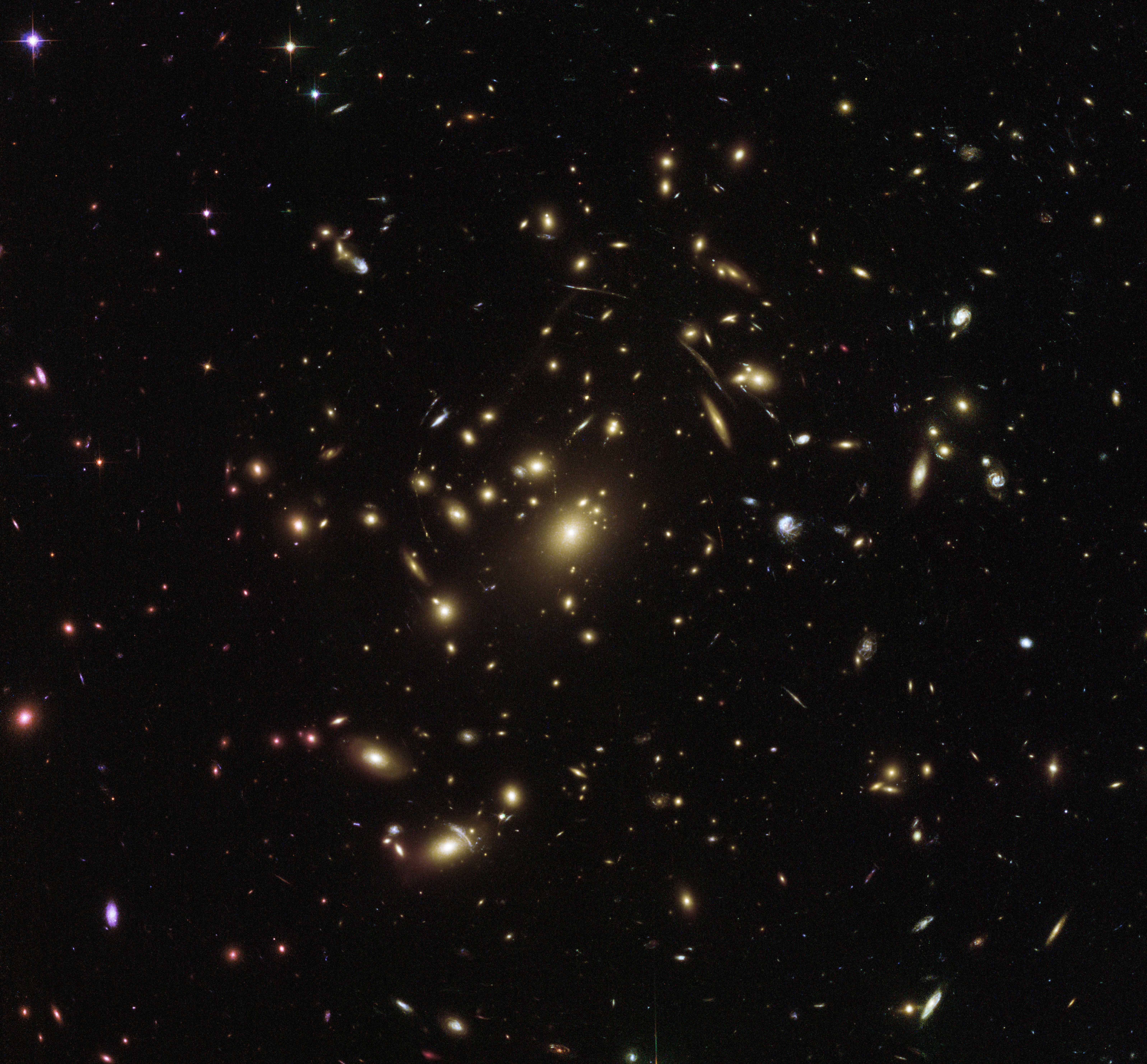
Abell 2537 è utile per studiare fenomeni cosmici come la materia e l'energia oscura.
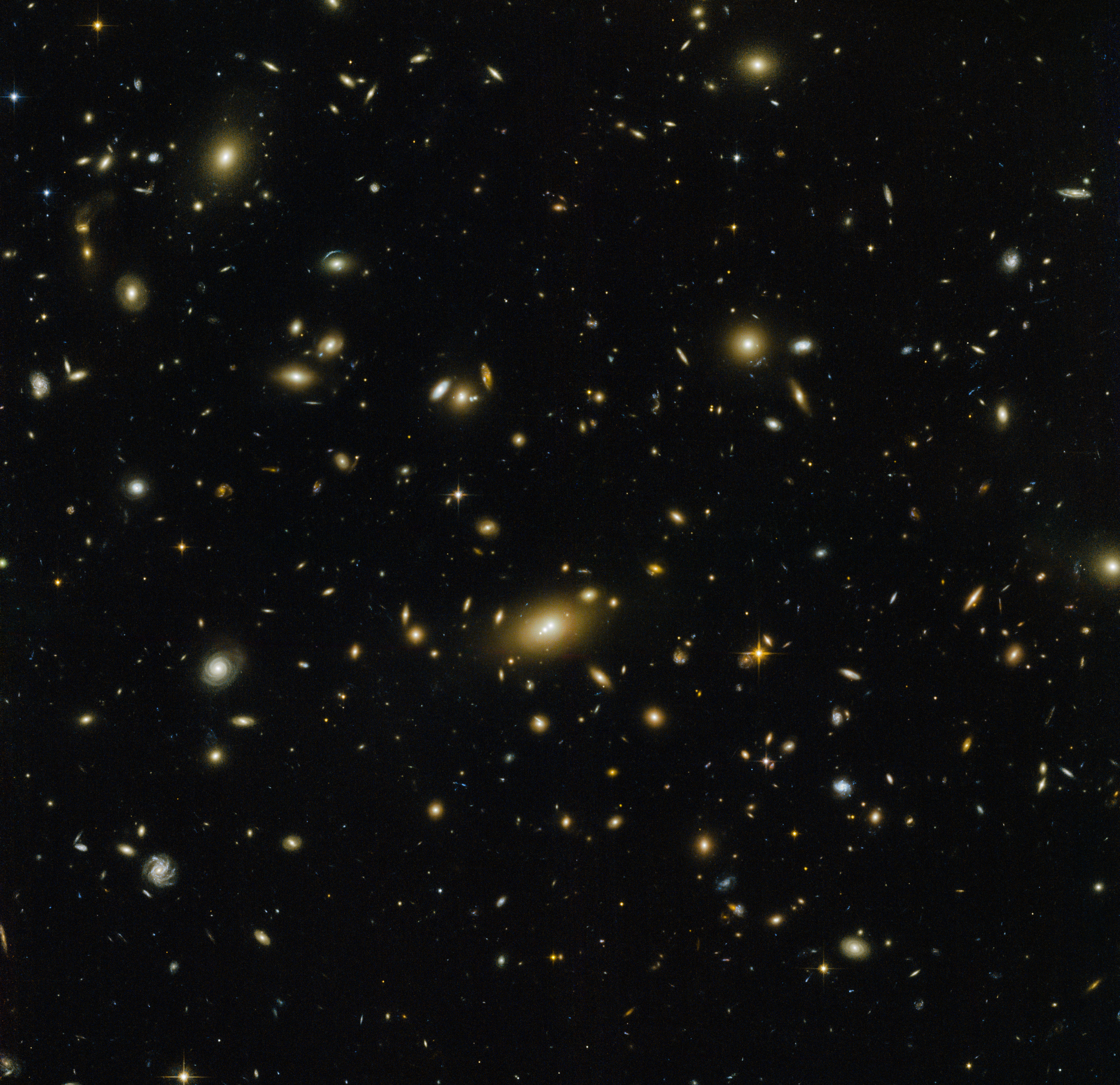
Abell 1300 agisce come una lente gravitazionale e piega lo spazio intorno ad esso.
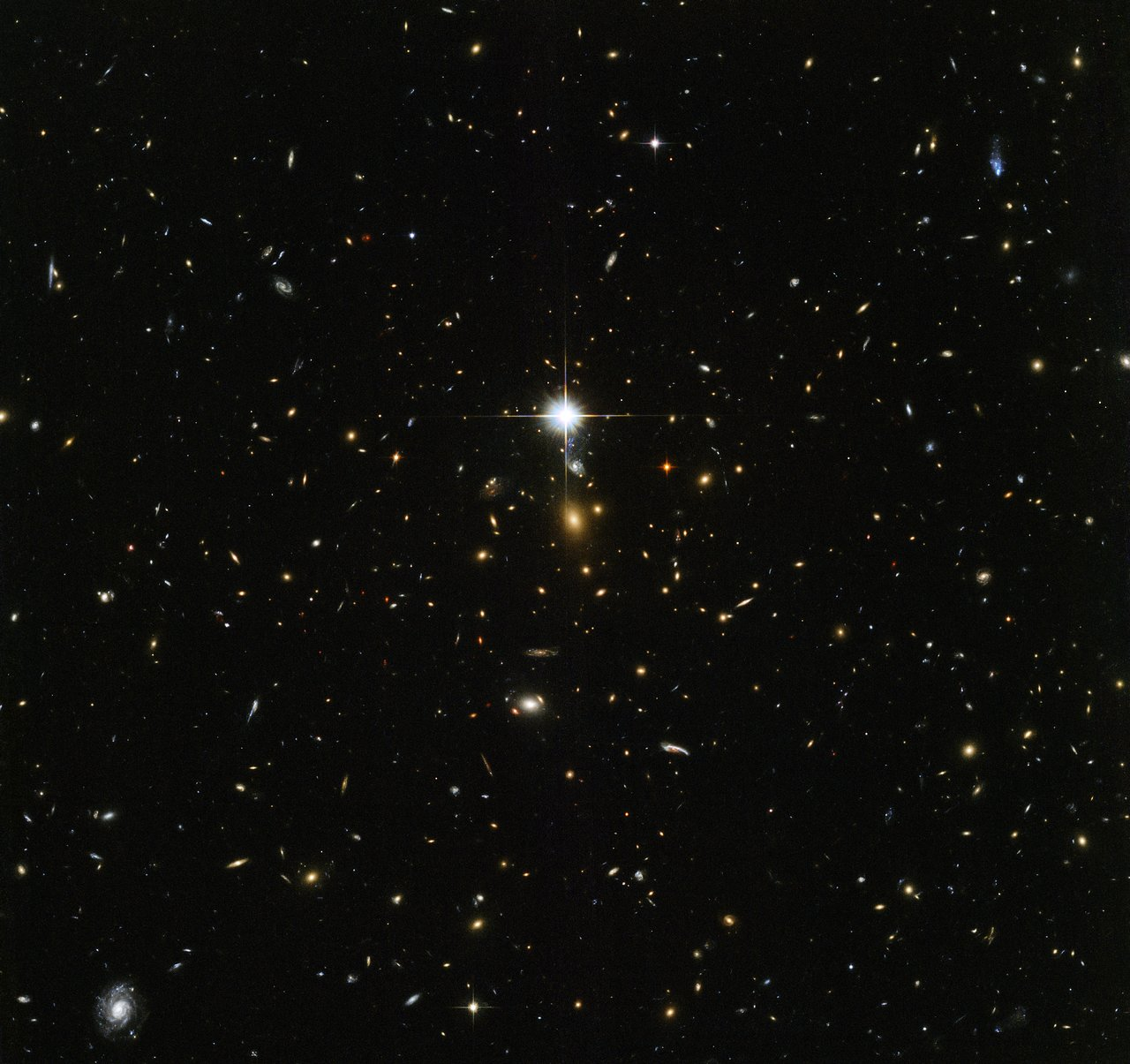
Ammasso WHL J24.3324-8.477.
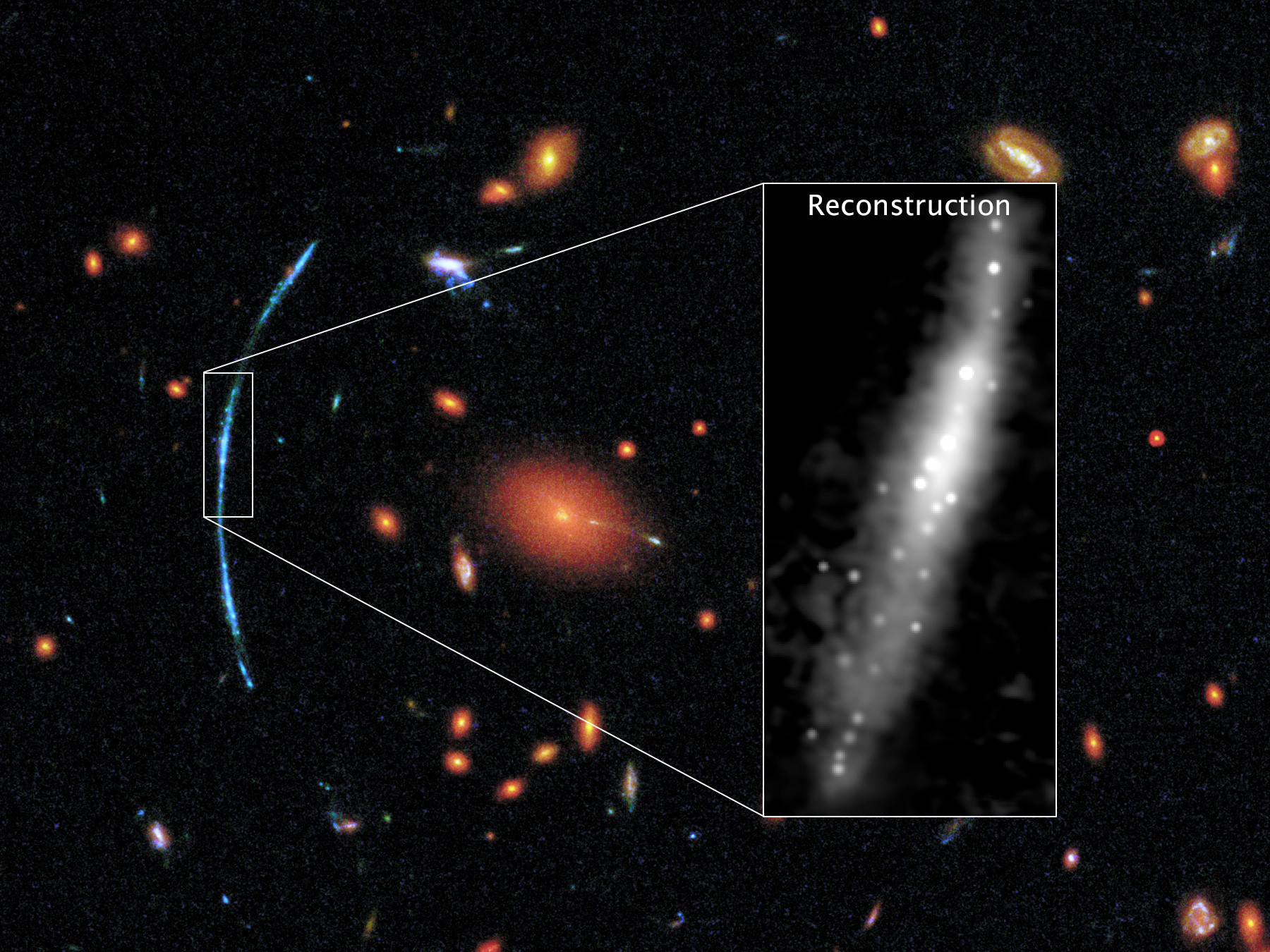
Galassia sullo sfondo "zoomata" mediante la lente gravitazionale di un ammasso di galassie.
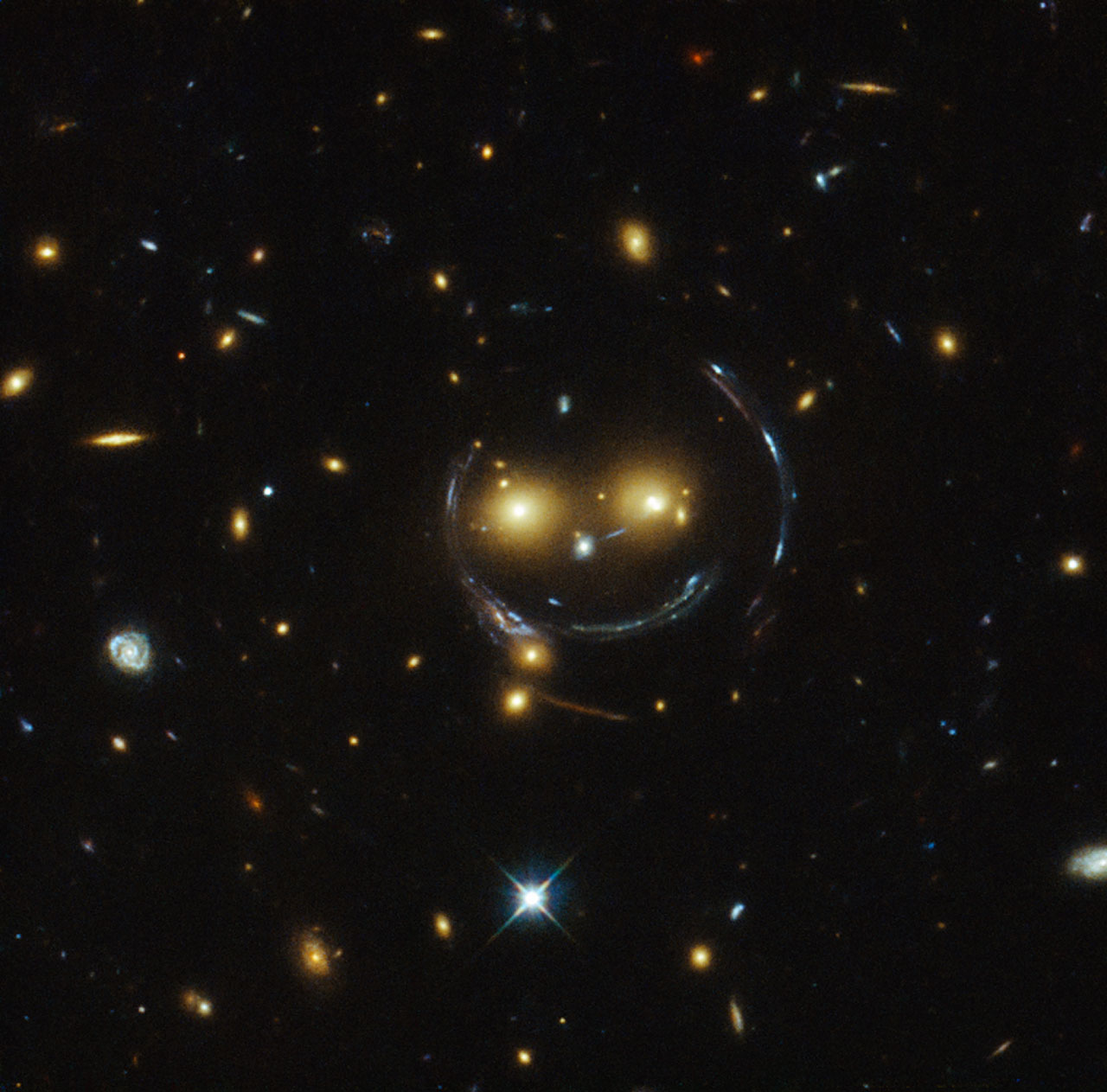
"Smiley" – ammasso (SDSS J1038+4849) e lente gravitazionale (un anello di Einstein) (HST).
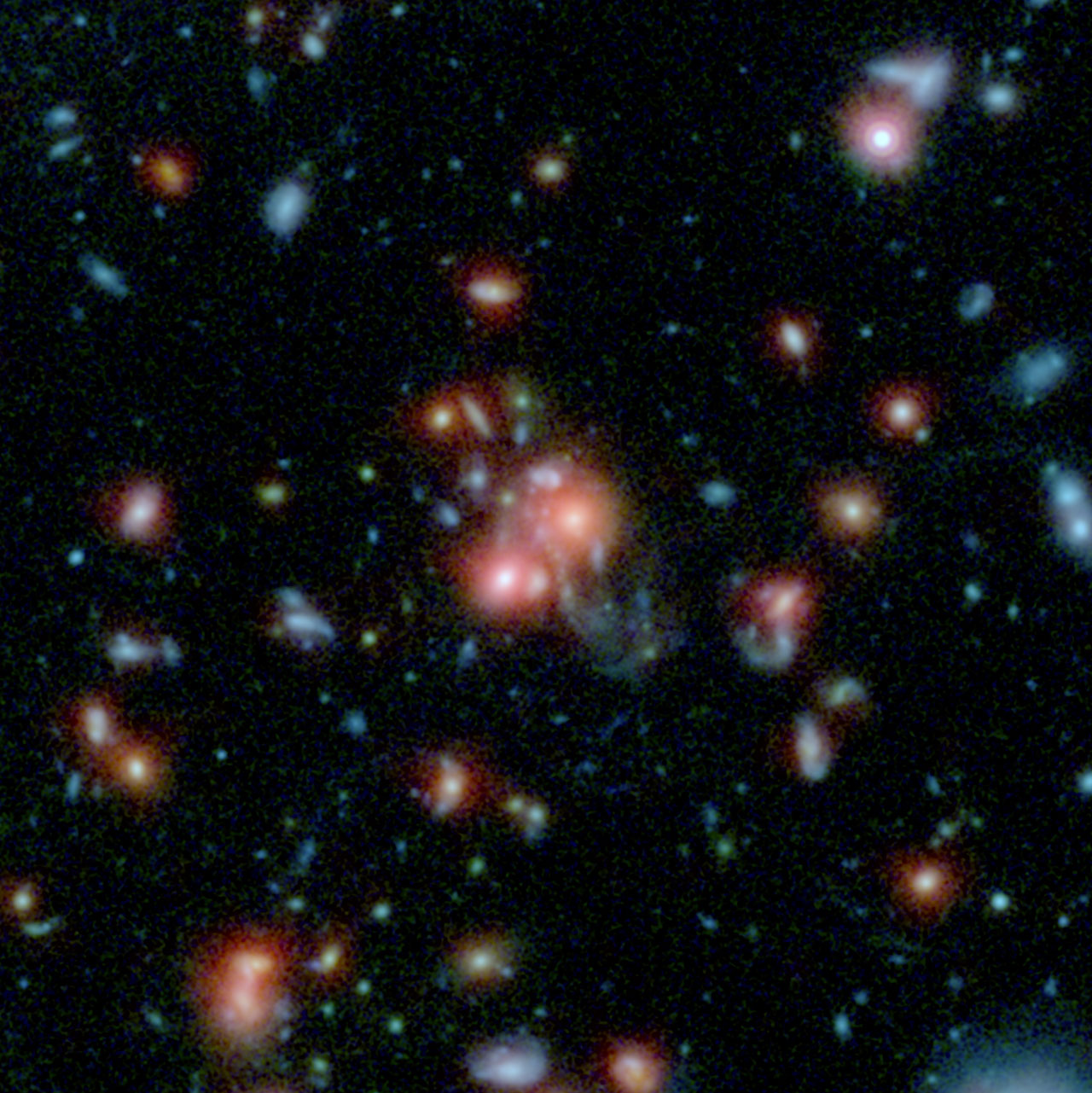
Ammasso SpARCS1049 ripreso dallo Spitzer e dallo Hubble Space Telescope.
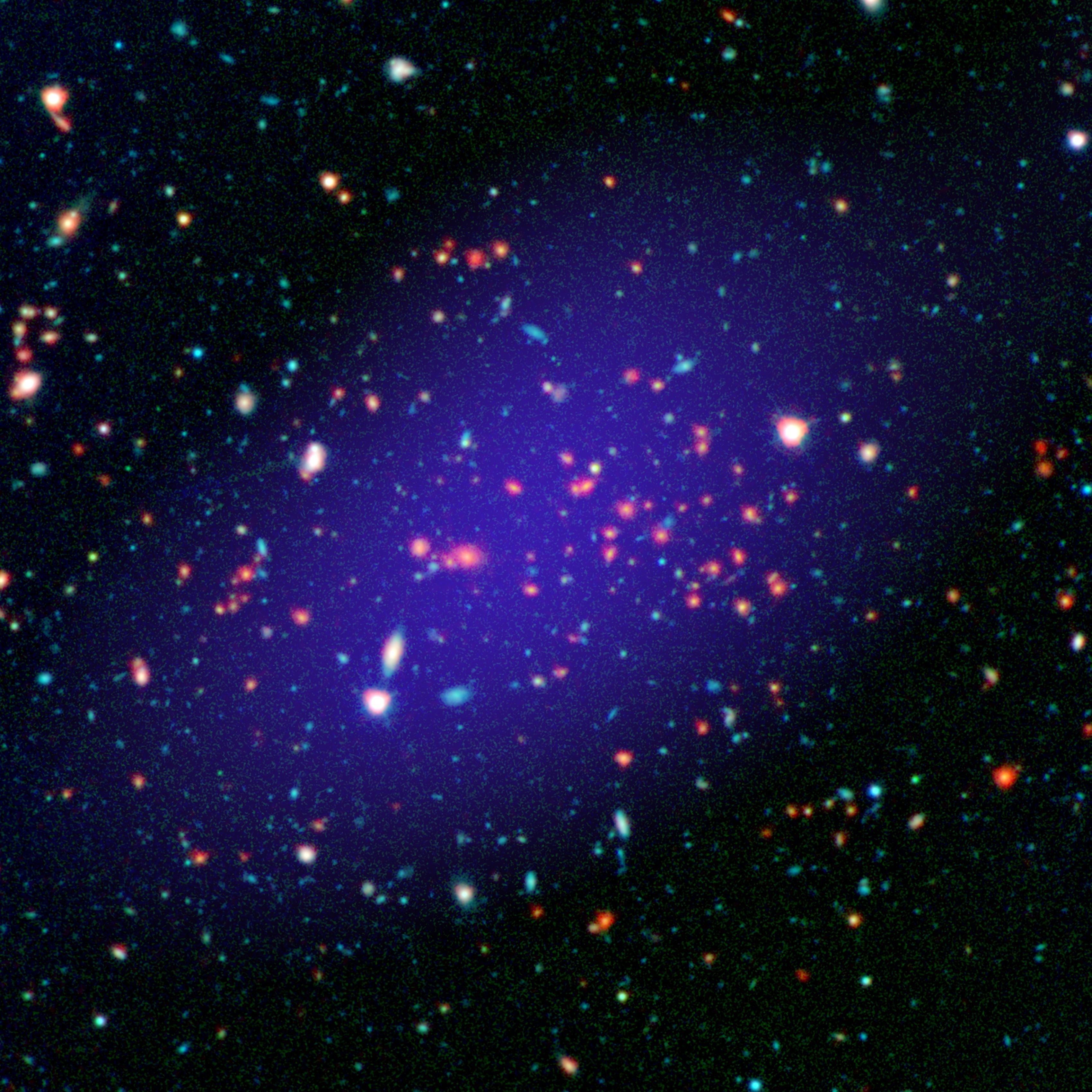
Ammasso MOO J1142+1527 scoperto nella survey MaDCoWS
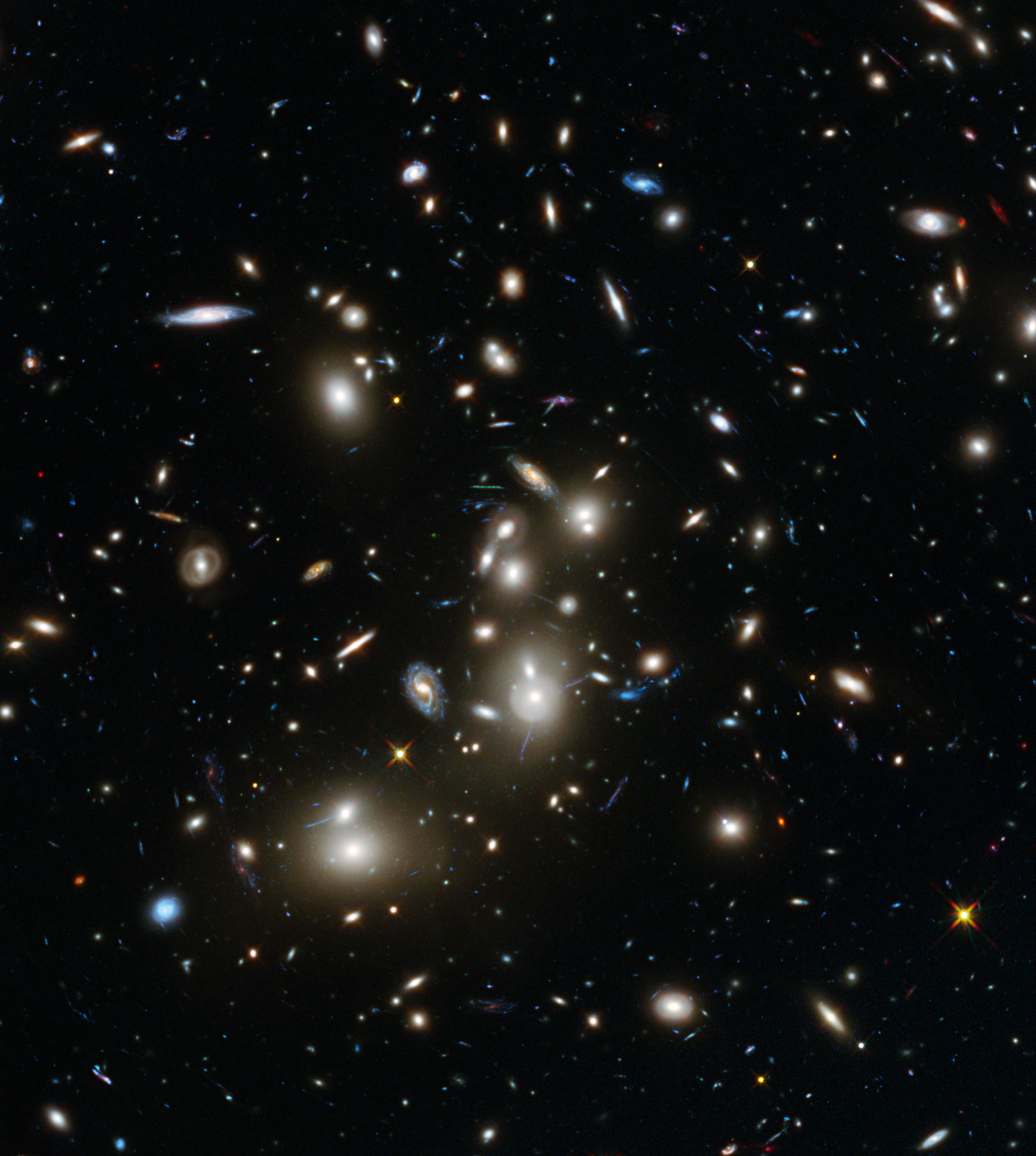
Ammasso Abell 2744 (HST).
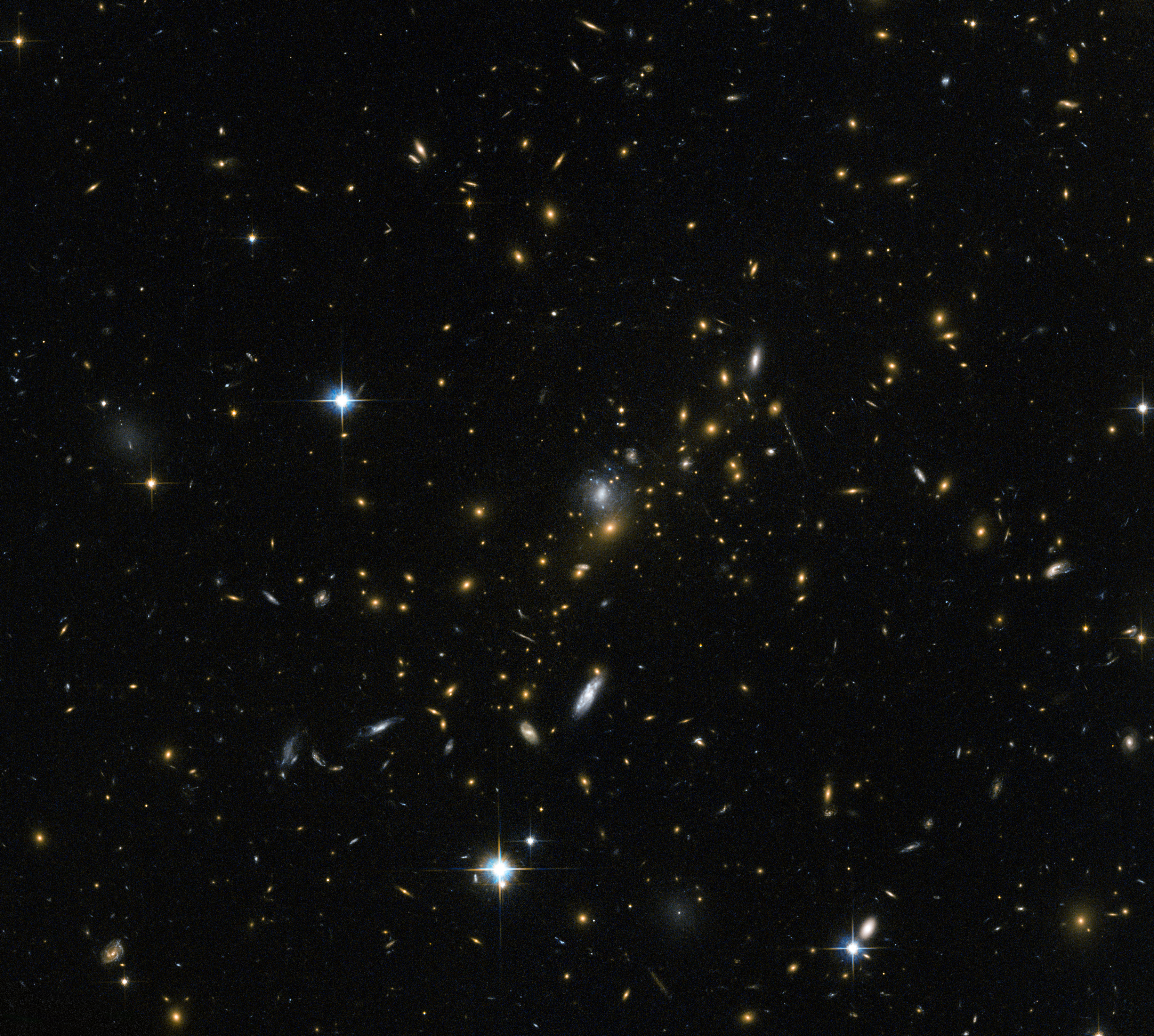
Ingrandimento dell'universo distante mediante MACS J0454.1-0300.
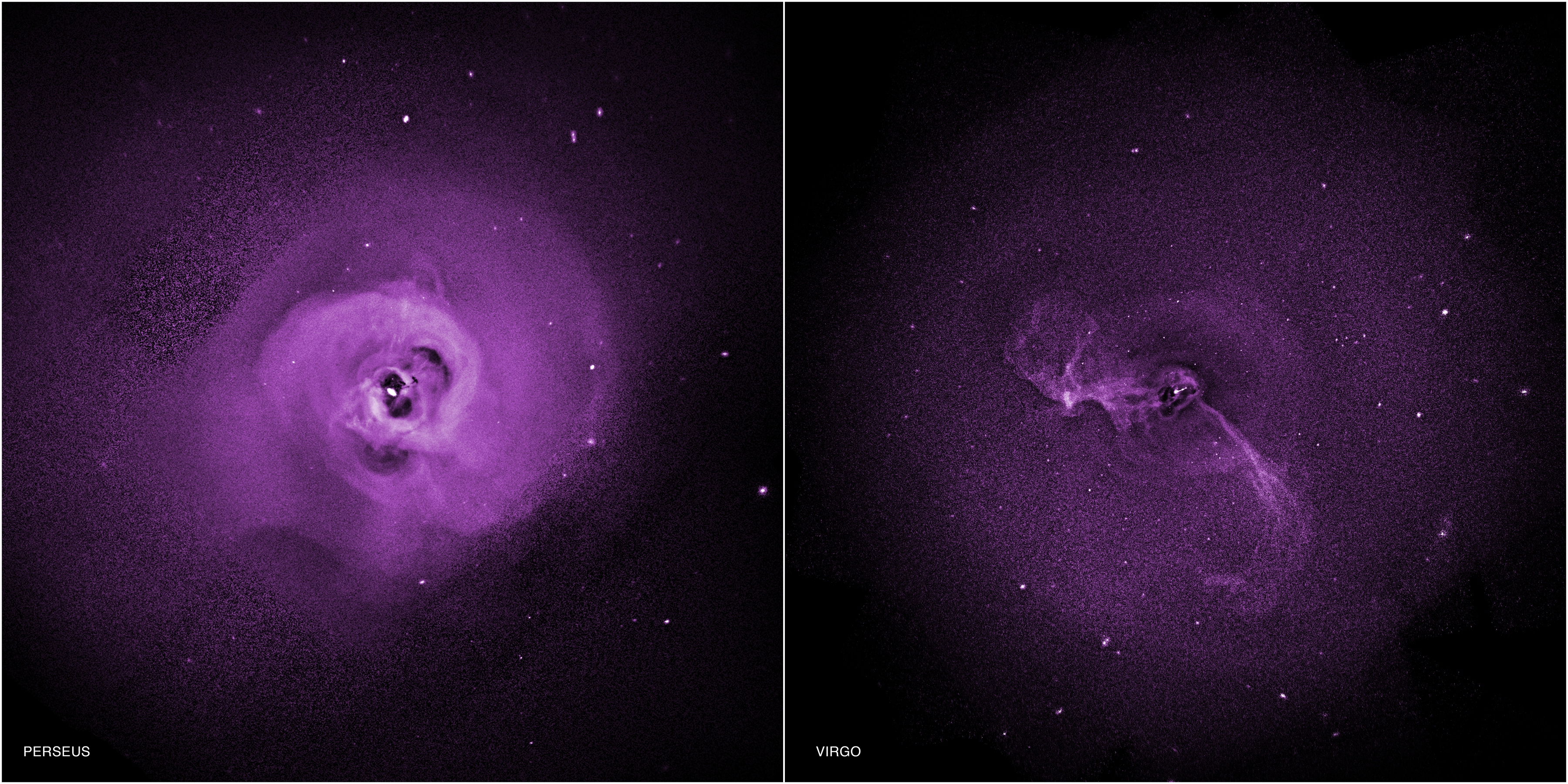
La turbolenza può impedire agli ammassi di raffreddarsi; in figura: ammasso di Perseo e ammasso della Vergine (Chandra X-ray).
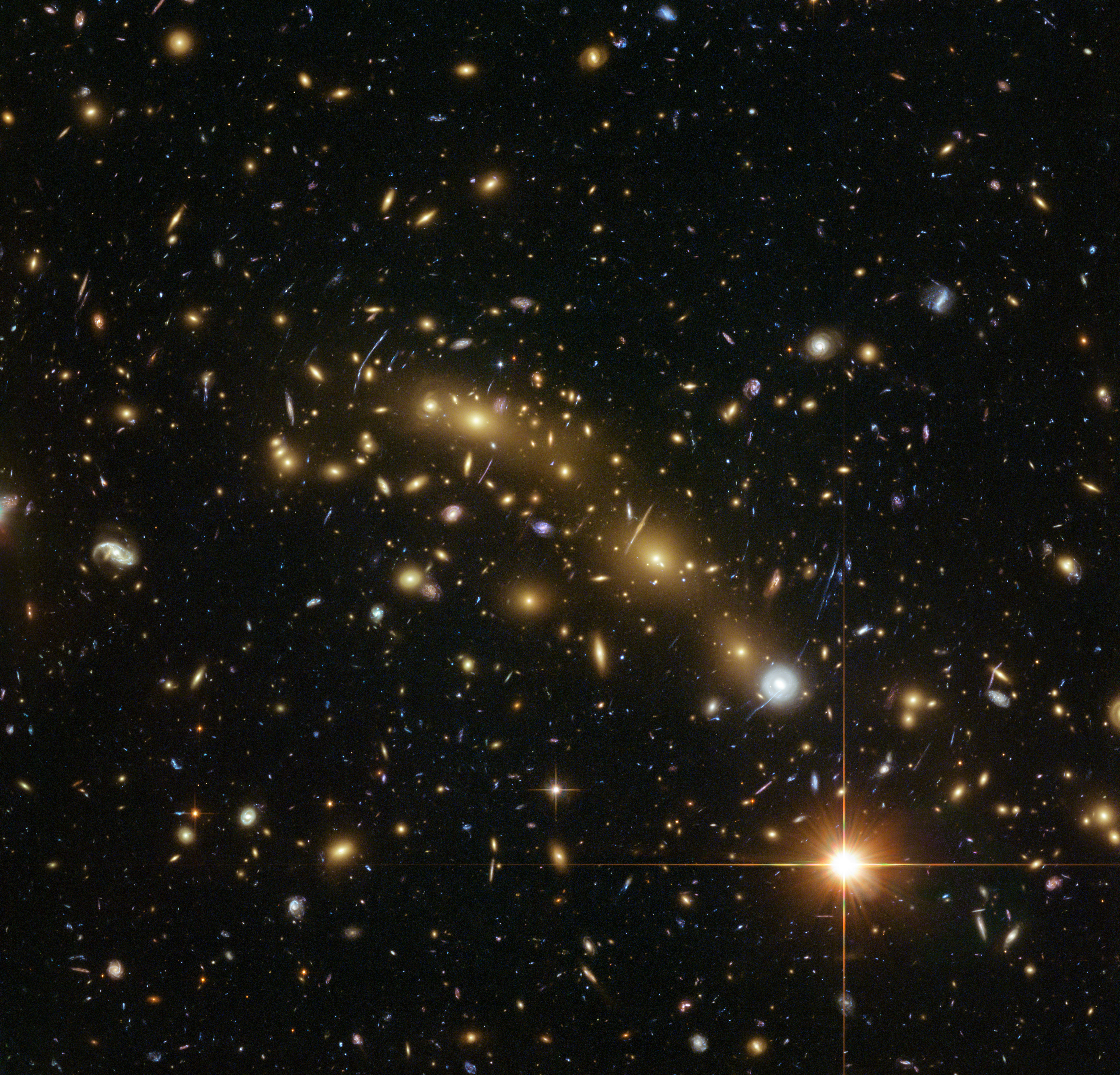
MACS0416.1-2403 catturato dal HST